# 利克 (斯塔福德郡)
利克（英語：Leek）是英格蘭斯塔福德郡的一個城鎮。 利克是一個歷史古鎮，在1214年被授予皇家特許狀。據2011年人口普查，利克有人口20,768人。